# روان المصري
روان المصري (30 أغسطس 1993-)ممثلة سورية

## حياتها ومشوارها المهني
خريجة المعهد العالي للفنون المسرحية كما درست في الجامعة العربية المفتوحة بتخصص «إدارة أعمال» بدايتها، كانت كـ«كومبارس» في مسلسل «إلين اليوم»، حينها أحبت أجواء التصوير و«العمل»، وشعرت بأنها تمتلك القدرة على التمثيل  توالت عليها العروض بعدها  حيث وقفت امام كبار الفنانين أمثال سعد الفرج و هدى حسين التي جسدت دور ابنتها في مسلسل لك يوم 

## أعمالها

### في التلفزيون
| سنة الإنتاج | اسم المسلسل    | الشخصية |
| ----------- | -------------- | ------- |
| 2013        | إلين اليوم     |         |
| 2014        | كعب عالي       |         |
| 2014        | ثريا           |         |
| 2014        | لمحات          |         |
| 2015        | لك يوم         |         |
| 2015        | إمرأة مفقودة   |         |
| 2016        | الوجة المستعار |         |
| 2016        | المسافات       |         |

### في السينما
| سنة الإنتاج | الفيلم | الشخصية |
| ----------- | ------ | ------- |
| 2017        | بيبي   |         |

## روابط خارجية
- روان المصري على موقع قاعدة بيانات الأفلام العربية